# 第16回全国大学サッカー選手権大会
第16回全国大学サッカー選手権大会は1967年12月22日から12月26日にかけて開催された全日本大学サッカー選手権大会である。関西大学が初優勝を果たした。

## 概要
9地域の代表16校が参加した。
上位4チームには、第47回天皇杯全日本サッカー選手権大会の出場権が与えられた。

### 大会日程
- 1967年12月22日 - 1回戦
- 1967年12月23日 - 準々決勝
- 1967年12月25日 - 準決勝
- 1967年12月26日 - 決勝、三位決定戦

### 開催競技場
- 駒沢競技場（1回戦・準々決勝・準決勝・決勝）

## 出場大学
- 北海道教育大学（北海道代表・初）
- 東北学院大学（東北代表・2年連続2回目）
- 早稲田大学（関東第1代表・2年連続2回目）
- 中央大学（関東第2代表・2年連続2回目）
- 立教大学（関東第3代表・初[1]）
- 東京教育大学（関東第3代表・2年連続2回目）
- 明治大学（関東第5代表・2年連続2回目）
- 信州大学（北陸代表・2年連続2回目）
- 中京大学（東海第1代表・2年連続2回目）
- 名古屋商科大学（東海第2代表・初[2]）
- 関西学院大学（関西第1代表・2年連続2回目）
- 関西大学（関西第2代表・2年連続2回目）
- 大阪経済大学（関西第3代表・初）
- 広島商科大学（中国代表・2年連続2回目）
- 愛媛大学（四国代表・初[3]）
- 九州産業大学（九州代表・2年連続2回目）

## 試合日程・結果

### 1回戦
| 1967年12月22日 |

| 早稲田大学 | 12 - 0 | 北海道教育大学 |
|            |        |                |

| 駒沢競技場 |

| 1967年12月22日 |

| 東北学院大学 | 0 - 8 | 関西大学 |
|              |       |          |

| 駒沢競技場 |

| 1967年12月22日 |

| 九州産業大学 | 0 - 2 | 明治大学 |
|              |       |          |

| 駒沢競技場 |

| 1967年12月22日 |

| 東京教育大学 | 2 - 0 | 名古屋商科大学 |
|              |       |                |

| 駒沢競技場 |

| 1967年12月22日 |

| 立教大学 | 9 - 0 | 信州大学 |
|          |       |          |

| 駒沢競技場 |

| 1967年12月22日 |

| 広島商科大学 | 1 - 2 | 関西学院大学 |
|              |       |              |

| 駒沢競技場 |

| 1967年12月22日 |

| 中京大学 | 0 - 4 | 大阪経済大学 |
|          |       |              |

| 駒沢競技場 |

| 1967年12月22日 |

| 中央大学 | 3 - 0 | 愛媛大学 |
|          |       |          |

| 駒沢競技場 |

### 準々決勝
| 1967年12月23日 |

| 早稲田大学 | 0 - 3 | 関西大学                                |
|            |       | 大西 前35分 · 大西 前40分 · 大西 後18分 |

| 駒沢競技場 |

| 1967年12月23日 |

| 明治大学 | 1 - 2 | 東京教育大学 |
|          |       |              |

| 駒沢競技場 |

| 1967年12月23日 |

| 立教大学                 | 2 - 3 | 関西学院大学                          |
| 石井 前16分 · 得点者不明 |       | 不明 前3分 · 得点者不明 前11分 · 田守 |

| 駒沢競技場 |

| 1967年12月23日 |

| 大阪経済大学 | 0 - 1 延長 | 中央大学 |
|              |            |          |

| 駒沢競技場 |

### 準決勝
| 1967年12月25日 |

| 関西大学    | 1 - 0 | 東京教育大学 |
| 松本 前42分 |       |              |

| 駒沢競技場 |

| 1967年12月25日 |

| 関西学院大学 | 0 - 1 | 中央大学    |
|              |       | 神戸 後43分 |

| 駒沢競技場 |

### 三位決定戦
| 1967年12月26日 |

| 東京教育大学 | 3 - 0 | 関西学院大学 |
|              |       |              |

| 駒沢競技場 |

### 決勝
| 1967年12月26日 |

| 関西大学   | 1 - 0 | 中央大学 |
| 岩村 後6分 |       |          |

| 駒沢競技場 |

## 最終結果
| 第16回全国大学サッカー選手権大会 優勝チーム |
| ------------------------------------------- |
| 関西大学 初                                 |

## 主な出場選手
- 湯口栄蔵（関西大学）
- 菊川凱夫（明治大学）
- 小畑穣（明治大学）
- 細谷一郎（早稲田大学）